# Луцька агломерація
Луцька агломерація — Агломерація з центром у місті Луцьку. Головні чинники створення і існування агломерації: культурний та адміністративний центр Волинської області, вигідне транспортне розташування.
Приблизна статистика (2001):
- Чисельність населення – 412.5 тис. осіб.
- Площа – 4302 км².
- Густота населення – 95.9 осіб/км².

У складі:
- місто Луцьк – 205.6 тис. осіб, 42 км²,
- Луцький район – 56.2 тис. осіб, 973 км²,
- Ківерцівський район – 65.9 тис. осіб, 1414 км²,
- Рожищенський район – 43.0 тис.осіб, 928 км²,
- Млинівський район (Рівненська область) – 41.8 тис. осіб, 945 км².